# David Jette

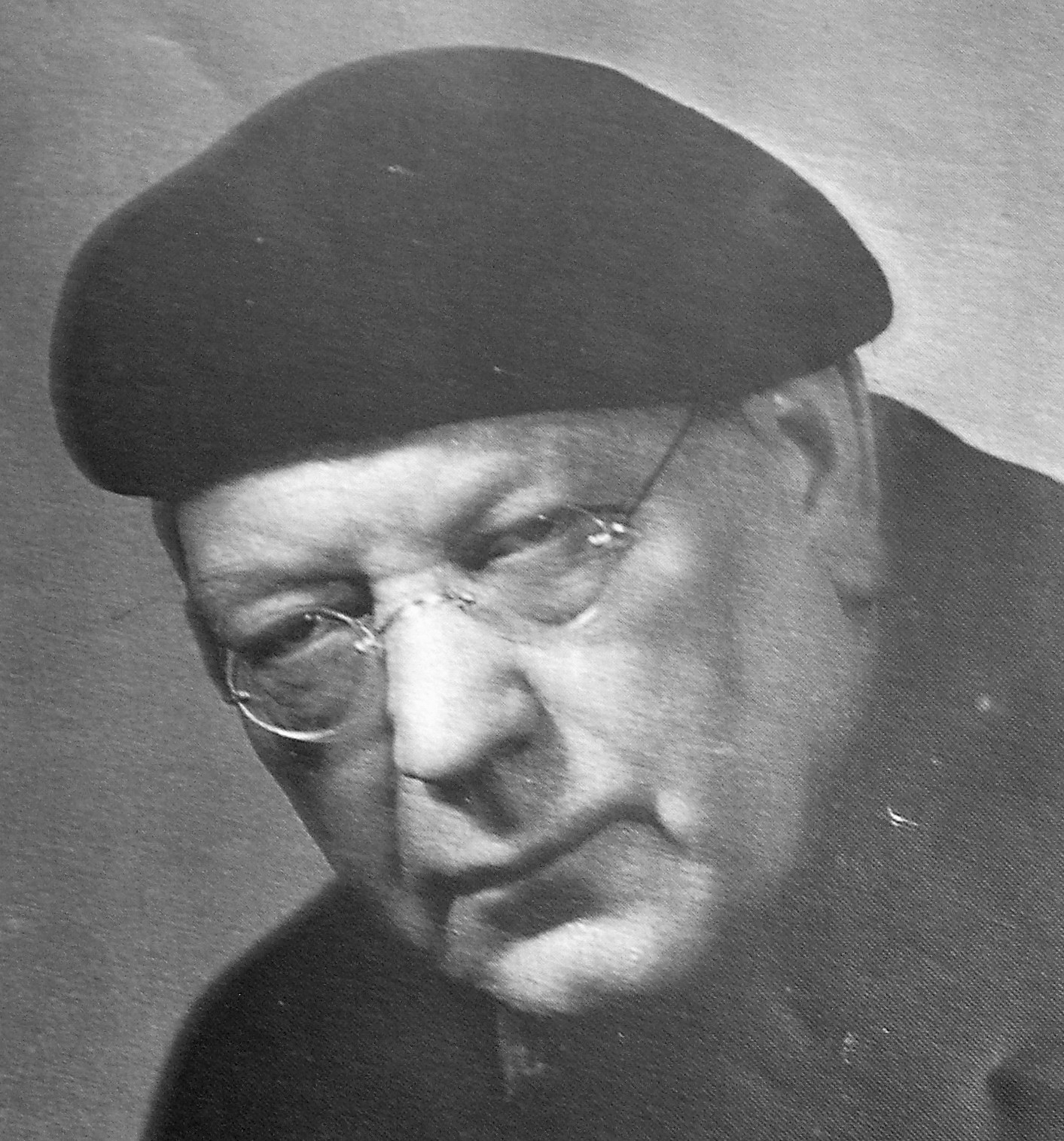
David Jette

David Rickard Jette Klingberg född  9 juni 1883 Mosstorpet, Midskog, Gullspång död 26 november 1958 i lunginflammation på Mariestads lasarett, var en svensk målare och uppfinnare.
Han var son till jordbrukaren och liesmeden Sven Persson och Lovisa Johansdotter Jette. Fadern tog senare namnet Klingberg och David valde som vuxen att lägga till namnet Jette som fanns i släkten på moderns sida. Han föddes som nummer nio i en syskonskara på elva barn och han var farbror till konstnären Åke Klingberg.
Jette studerade först konst i Lindesberg för en lokal konstnär, därefter fortsatte han vid Caleb Althins målarskola i Stockholm 1905. Han debuterade med en separatutställning i Hova 1910 och genombrottet som konstnär kom med utställningen på Konstnärshuset i Stockholm 1913. Han inredde sin ateljé i föräldrahemmet Mosstorpet 1918 och den finns fortfarande bevarad.
Tillsammans med sin bror Frans försökte han sig på att lösa evighetsmaskinens gåta. Apparaten bestod av ett en meter högt hjul som med hjälp av fjädrar och blytyngder skulle hållas i rörelse av egen kraft. Maskinen finns idag bevarad i hembygdsföreningens Hamnmagasin i Lyrestad. 1914 inledde han sina försök att konstruera en luftfarkost, som även om motorn havererade skulle kunna sakta singla ner mot marken med hjälp av ett bärplan som var försett med stora rotorblad. 1925 beviljades han patent på sin konstruktion i Sverige, USA, Storbritannien, Kanada, Frankrike, Finland och Danmark. Hela konstruktionen påminde lite om en autogyro. Ekonomiskt saknade Jette medel att bygga sin luftfarkost men med hjälp av konsthistorikern Sixten Rönnow och mångsysslaren Carl August Berglund bildades 1931 Svenska Aktiebolaget Turbinplan som skulle ordna finansiering för att tillverka Jettes konstruktion. Stora delar av flygplanet byggdes vid Kvarnmaskiner C.W. Sundén i Lindesberg och det blev färdigt våren 1933. Piloten Anders Werner Nordwaeger (Grundin) (1905 - 1969) från flygkåren i Västerås anlitades som provflygare. Vid flygutprovningen i Lindesberg 15 augusti 1933 kunde farkosten inte lyfta på grund av att motorn var för klen för farkostens 1500 kilo tunga kropp.
- "Han ansågs av de flesta som mött honom som en charmerande personlighet med en litet ansvarslös sida, i andras ögon var han en kuf som var obekymrad om vad andra tyckte om honom, han var lite av en bohem dagdrivare och blev med tiden en lokal profil i Lindesberg, där han gick omkring med sin pipa, ryggsäck och slängkappa ofta utan skor på fötterna".

Vid sidan av konstnärskapet brukade han sjunga till eget lutaspel. I sin ungdom turnerade han tillsammans med sina bröder landet runt och gav konserter. Bröderna Klingberg var goda kvartettsångare och trakterade olika instrument.
Jettes konst består av porträtt, figur och landskapsmålningar ofta med romantiska dimmor och dunkelt månsken.
Bland hans offentliga arbeten märks en fondmålningen Jesus i Getsemane för Gullspångs missionshus samt väggmålningar på Kåfalla herrgård utanför Lindesberg.
Han är troligen representerad på Västergötlands museum med en landskapsmålning, tavlan inköptes på auktion 1935 för 2000 kronor. Den är osignerad men enligt skriftliga handlingar skall upphovsmannen vara Jette. Samt på Örebro läns museum i Örebro med ett porträttet av Hugo Hedberg.